# Häggenschwil
Häggenschwil és un municipi del cantó de Sankt Gallen (Suïssa), situat al districte de Sankt Gallen.